# Hargita megye
 Hargita megye (románul Județul Harghita) Erdély keleti részén helyezkedik el. Székhelye Csíkszereda. Szomszédos megyéi: Maros megye nyugaton, Brassó megye és Kovászna megye délen, Bákó megye (Bacău) és Neamț megye keleten, Suceava megye északon. Az 1968-as megyerendezéssel hozták létre, a Maros–Magyar Autonóm Tartomány megszüntetésével, nagyrészt az egykori Csík vármegye és Udvarhely vármegye területéből.

## Földrajz

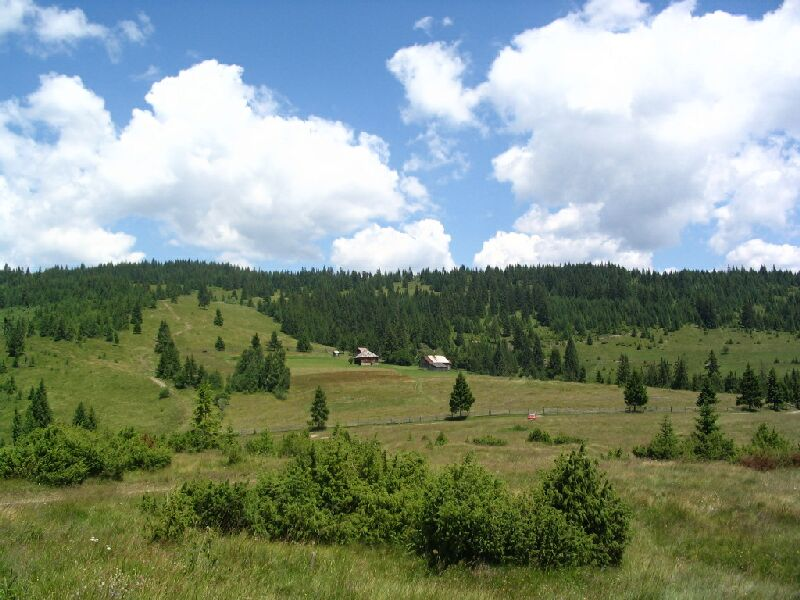
Az Olt forrásának környéke a Magas-bükk (1416 m) oldalában

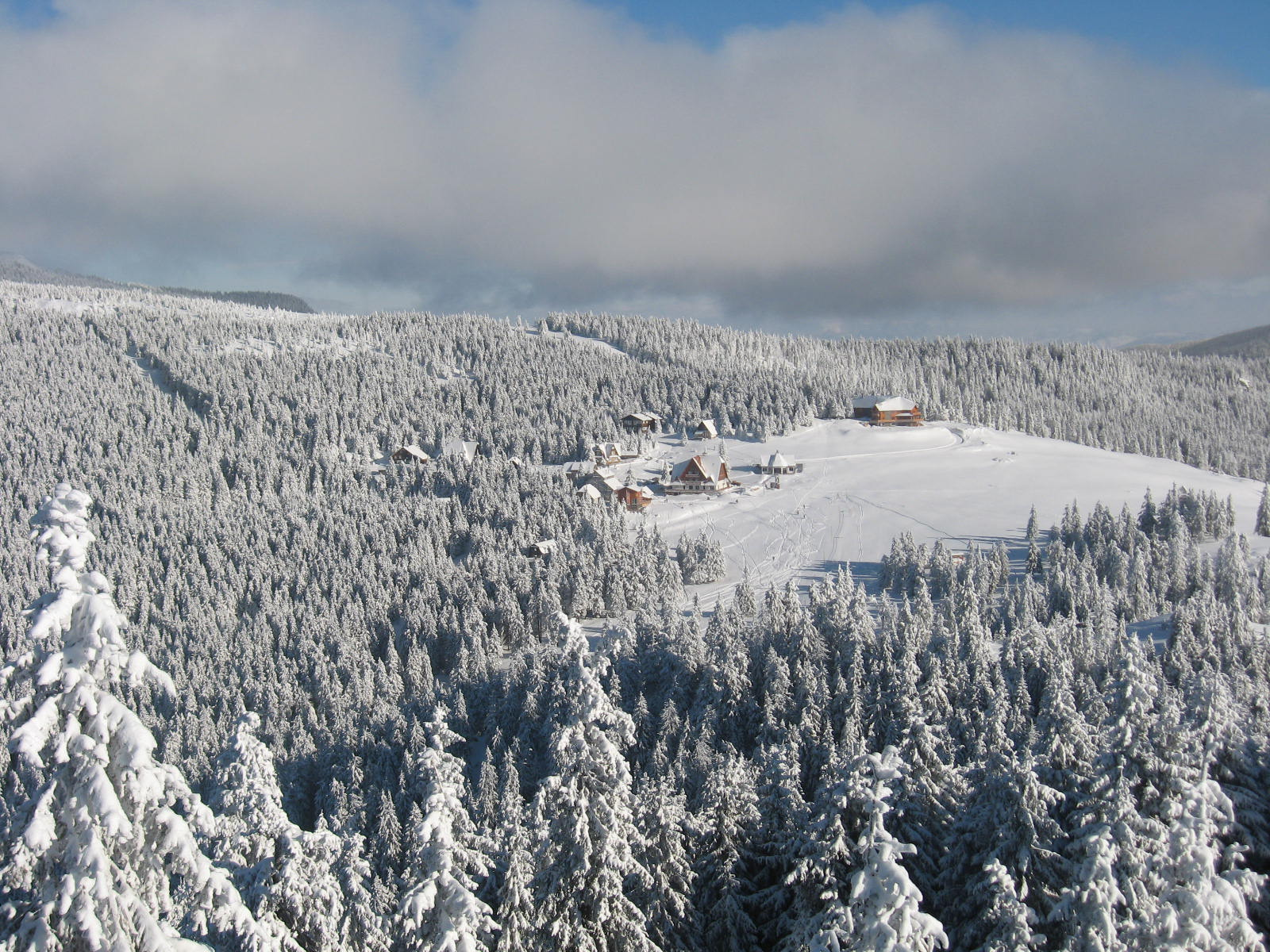
A Hargita hegység télen

Hargita megye területe 6639 km². Főként a Keleti-Kárpátok hegyeiből áll, mint például a Csíki-havasok (Ciuc), a Gyergyói-havasok, a Kelemen-havasok és a Hargita (Harghita). Ezen hegységek főként vulkanikus platókból, hegylábakból, és a sűrűbben lakott folyóvölgyekből állnak.
A hegyek eredete vulkanikus, a terület pedig híres meleg forrásairól. Hargita Románia egyik leghidegebb területe, ám nyáron meglehetősen meleg is lehet. Amennyiben elég eső esik, a megye klímája tökéletes az erdei gombák számára.
A megyében ered Románia két fontos folyója, a Maros és az Olt. Ezek a folyók Marosfőnél és Csíkszentdomokosnál erednek egymástól néhány kilométerre. A Maros innen nyugat felé folyik, majd a Tiszába ömlik, míg az Olt dél felé, a Dunába ömlik. (Ezt örökíti meg A Maros és az Olt legendája.)
Hargitának sok szép természeti látványossága van, például a Szent Anna-tó, mely egy vulkáni eredetű krátertó a megye déli részén, Tusnád közelében. A Gyilkos-tó egy hegyi tó Gyergyószentmiklós közelében. A Békás-szoros egy megejtően szép, szűk hasadék, melyet a Békás-patak alakított ki.
| Hargita megye 10 legmagasabb hegycsúcsa: |                      |          |                 |
| Hely                                     | Név                  | Magasság | Hegység         |
| 1.                                       | Kelemen-forrás-csúcs | 2032 m   | Kelemen-havasok |
| 2.                                       | Rekettyés-csúcs      | 2021 m   | Kelemen-havasok |
| 3.                                       | Cserbükk             | 2013 m   | Kelemen-havasok |
| 4.                                       | Csont-hegy           | 1900 m   | Kelemen-havasok |
| 5.                                       | Vajda-csúcs          | 1885 m   | Kelemen-havasok |
| 6.                                       | Madarasi-Hargita     | 1801 m   | Hargita         |
| 7.                                       | Nagy-Hagymás         | 1793 m   | Hagymás-hegység |
| 8.                                       | Fekete-Hagymás       | 1771 m   | Hagymás-hegység |
| 9.                                       | Drágás-csúcs         | 1767 m   | Kelemen-havasok |
| 10.                                      | Rákosi-Hargita       | 1758 m   | Hargita         |

## Éghajlat
Az éghajlat hegyközi és hegyvidéki, hosszan tartó hideg telekkel és viszonylag meleg nyarakkal. Az évi átlaghőmérséklet 4 °C a hegyeken és 5.6 °C a medencékben. A leghidegebb hónap átlagos hőmérséklete -6.8 °C a medencékben és -4 °C a hegyvidéken, nyáron az átlaghőmérséklet 16 °C ill. 12 °C. A legmagasabb hőmérsékletet (36.5 °C) 1952-ben mérték Székelyudvarhelyen, a legalacsonyabbat (-38 °C (1963. január 18.).]-ben a Gyergyói-medencében. Télen gyakoriak a hőinverziók. A fagyos napok száma az alacsonyabb részeken évi 160. Ritkán előfordulnak késői (júniusi) és korai (szeptemberi) fagyok is. Az évi csapadékmennyiség 550–1000 mm.

## Népesség

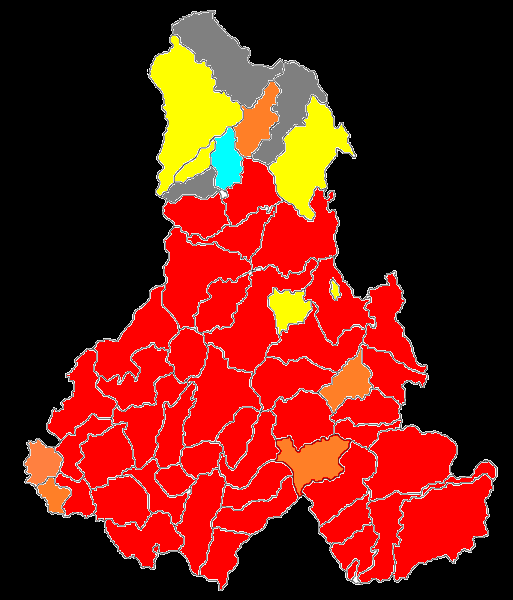
A magyar nemzetiségűek aránya Hargita megyében a 2011-es népszámlálás adatai szerint

A 2002. évi népszámlálás szerint a megye összlakossága 326 222 fő volt, 2011-ben 310867 főre csökkent. Hargita megyében élnek a legmagasabb arányban magyarok egész Erdélyben. A népesség változása az utóbbi 170 évben (a megye mai területére számítva):

### Nemzetiségek
| magyarok 70% fölött 50–70% között | románok 70% fölött 50–70% között |

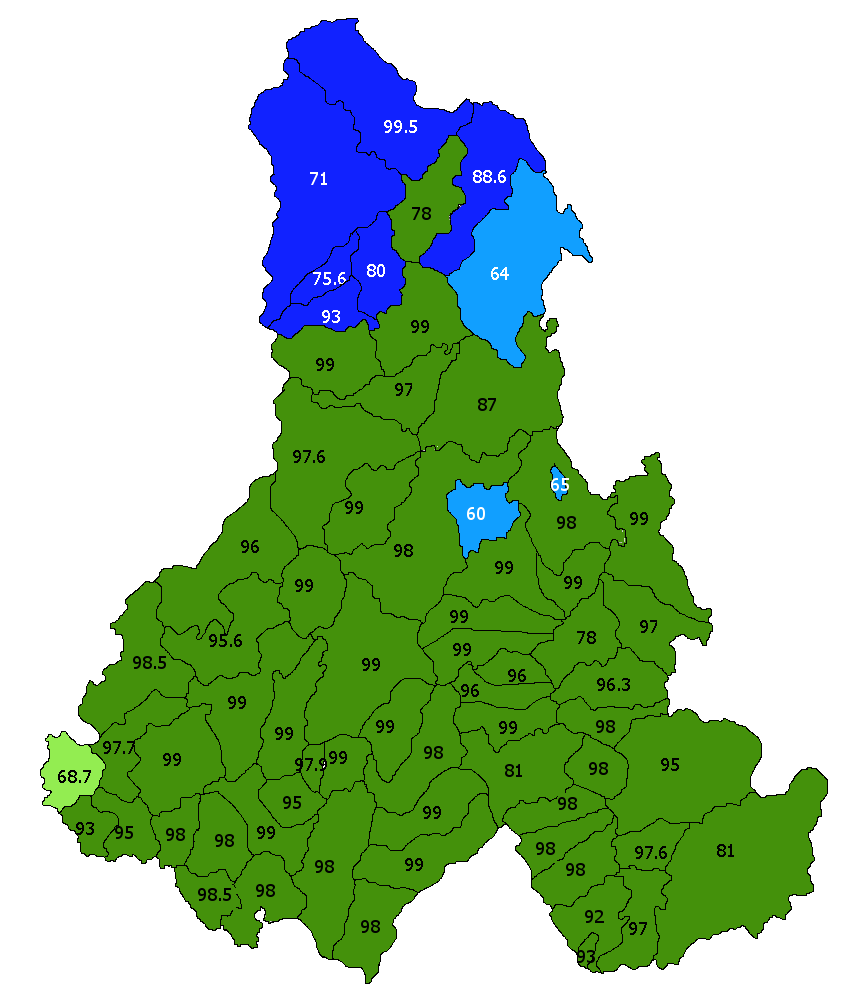
Hargita megye etnikai térképe (2002)

A legutóbbi népszámlálás (2011) eredményei szerint a megye főbb etnikumai a következők: magyar (82,9%), román (12,6%), cigány (1,7%)
A legnagyobb magyar csoport a székelyeké, a legtöbb település népességének többségét ők teszik ki, a románok elsősorban a megye északi részén tömörülnek, központjuk Maroshévíz (Toplița).

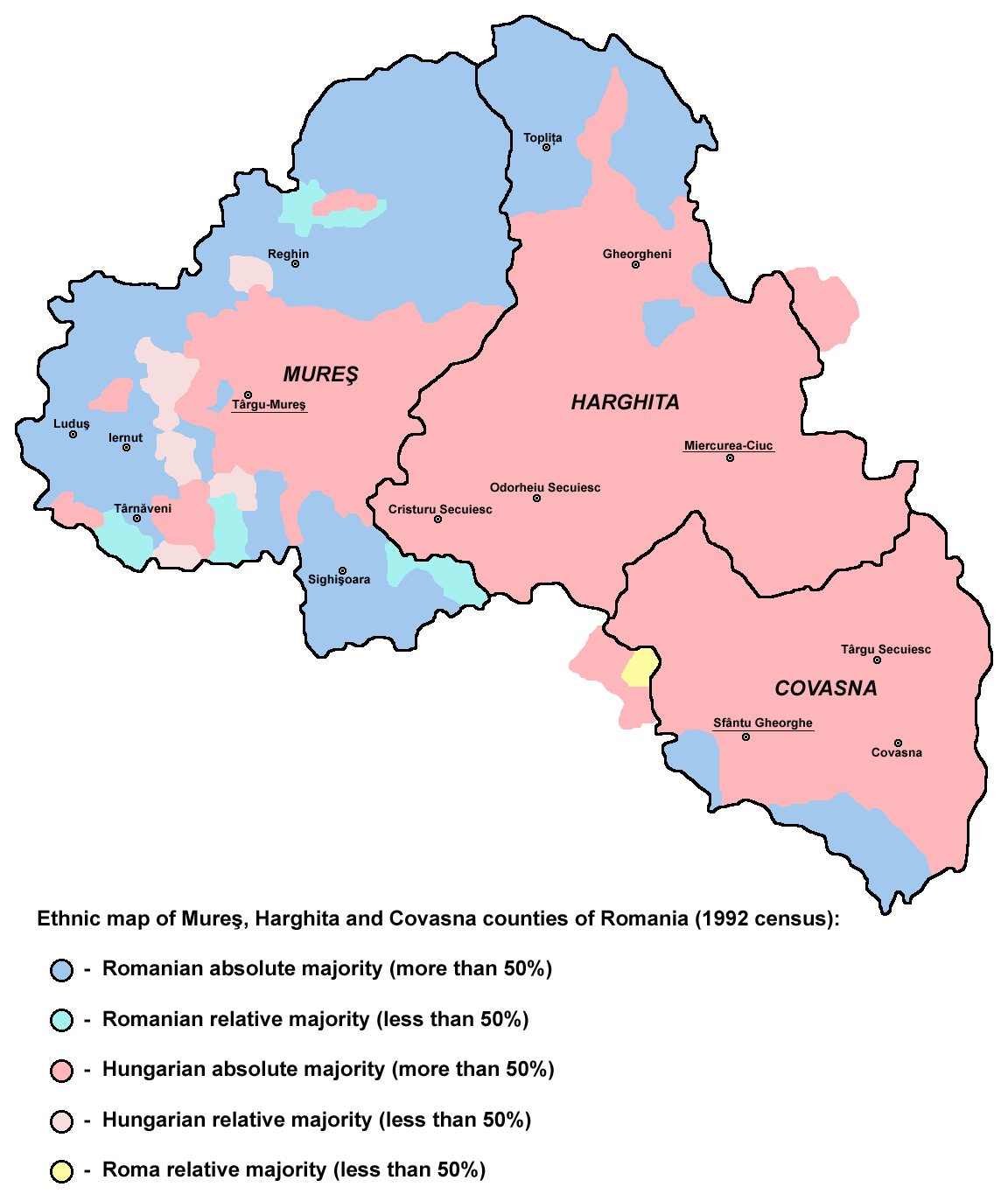
A székelyföldi megyék etnikai térképe (1992)
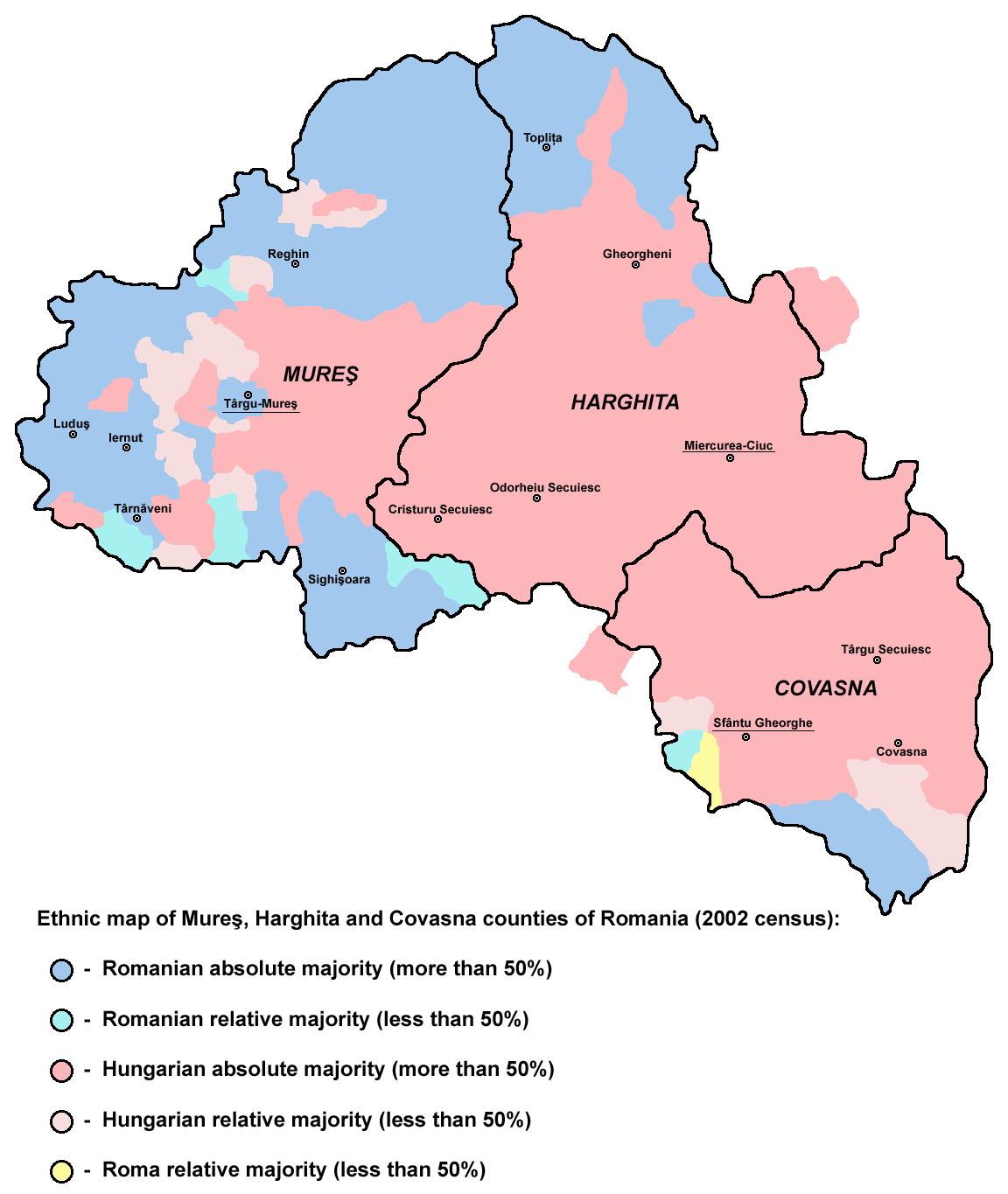
A székelyföldi megyék etnikai térképe (2002)

### Vallások
Vallások szerint a népesség a következőképpen oszlik meg: római katolikus 65%, ortodox 13%, református 13%, unitárius 7%, egyéb 2%. A székelyek javarészt katolikusok, míg a románok főként ortodox vallásúak.

## Közigazgatási beosztása
A megyében 2007. július 1-jén négy municípium ‑ Csíkszereda (Miercurea-Ciuc), Gyergyószentmiklós (Gheorgheni), Maroshévíz (Toplița) és Székelyudvarhely (Odorheiu Secuiesc) ‑, öt további város ‑ Balánbánya (Bălan), Borszék (Borsec), Székelykeresztúr (Cristuru Secuiesc), Szentegyházasfalu (Vlăhița) és Tusnádfürdő (Băile Tușnad) ‑ és 58 község van, melyekhez összesen 264 település tartozik.

### A megyei tanács
A megyei tanácsot 31 tanácsos – köztük a tanács elnöke – alkotja, akiket legutóbb 2020-ban választott meg a megye lakossága. A tanács jelenlegi elnöke Borboly Csaba, aki az RMDSZ színeiben nyert tisztséget.
|  | Párt                     | Mandátumok | Jelenlegi megyei tanács összetétel | Jelenlegi megyei tanács összetétel | Jelenlegi megyei tanács összetétel | Jelenlegi megyei tanács összetétel | Jelenlegi megyei tanács összetétel | Jelenlegi megyei tanács összetétel | Jelenlegi megyei tanács összetétel | Jelenlegi megyei tanács összetétel | Jelenlegi megyei tanács összetétel | Jelenlegi megyei tanács összetétel | Jelenlegi megyei tanács összetétel | Jelenlegi megyei tanács összetétel | Jelenlegi megyei tanács összetétel | Jelenlegi megyei tanács összetétel | Jelenlegi megyei tanács összetétel | Jelenlegi megyei tanács összetétel | Jelenlegi megyei tanács összetétel | Jelenlegi megyei tanács összetétel | Jelenlegi megyei tanács összetétel |
|  | ------------------------ | ---------- | ---------------------------------- | ---------------------------------- | ---------------------------------- | ---------------------------------- | ---------------------------------- | ---------------------------------- | ---------------------------------- | ---------------------------------- | ---------------------------------- | ---------------------------------- | ---------------------------------- | ---------------------------------- | ---------------------------------- | ---------------------------------- | ---------------------------------- | ---------------------------------- | ---------------------------------- | ---------------------------------- | ---------------------------------- |
|  | RMDSZ                    | 19         |                                    |                                    |                                    |                                    |                                    |                                    |                                    |                                    |                                    |                                    |                                    |                                    |                                    |                                    |                                    |                                    |                                    |                                    |                                    |
|  | Erdélyi Magyar Szövetség | 4          |                                    |                                    |                                    |                                    |                                    |                                    |                                    |                                    |                                    |                                    |                                    |                                    |                                    |                                    |                                    |                                    |                                    |                                    |                                    |
|  | PSD                      | 3          |                                    |                                    |                                    |                                    |                                    |                                    |                                    |                                    |                                    |                                    |                                    |                                    |                                    |                                    |                                    |                                    |                                    |                                    |                                    |
|  | PNL                      | 2          |                                    |                                    |                                    |                                    |                                    |                                    |                                    |                                    |                                    |                                    |                                    |                                    |                                    |                                    |                                    |                                    |                                    |                                    |                                    |
|  | Szabad Emberek Pártja    | 2          |                                    |                                    |                                    |                                    |                                    |                                    |                                    |                                    |                                    |                                    |                                    |                                    |                                    |                                    |                                    |                                    |                                    |                                    |                                    |

### Főbb települések
| Megyei jogú városok - Csíkszereda - Gyergyószentmiklós - Maroshévíz - Székelyudvarhely | Városok - Balánbánya - Borszék - Székelykeresztúr - Szentegyháza - Tusnádfürdő |

## Hargita megye híres szülöttei
- Ábrahám Ambrus Andor biológus
- Bene József festőművész
- Cseres Tibor író
- Csiky András színművész
- Domokos Pál Péter néprajztudós
- Eötvös Péter zeneszerző
- Fodor Sándor író
- Gaál András festő
- Gál Sándor, az 1848–49-es szabadságharc tábornoka
- Kájoni János tudós szerzetes
- Kányádi Sándor költő
- Köllő Miklós szobrászművész
- Kurkó Gyárfás író
- Márkos András grafikus, festő
- Márton Áron püspök
- Márton Árpád festő
- Márton Ferenc festő
- Márton Gyárfás matematikus
- Márton János színész és rendező
- Mátyás József festő
- Nagy Imre festő
- Nagy István festő
- Orbán Balázs néprajztudós
- Palló Imre operaénekes
- Gelu Păteanu író
- Rácz Albert újságíró, helytörténész
- Salamon Ernő költő
- Sövér Elek festő
- Sükösd Ferenc festő
- Szabó Gyula író
- Szász Endre festő
- Székely Mózes fejedelem
- Szopos Sándor festő
- Tamási Áron író
- Tomcsa Sándor író
- Tompa László költő
- Vákár Lajos a csiki jégkorong meghonosítója
- Venczel József szociológus